# Rasheed Dwyer
Rasheed Dwyer es un deportista jamaiquino de la especialidad de atletismo. Fue campeón de Centroamérica y del Caribe en Mayagüez 2010.

## Trayectoria
La trayectoria deportiva de Rasheed Dwyer se identifica por su participación en los siguientes eventos nacionales e internacionales:

### Juegos Centroamericanos y del Caribe
Fue reconocido su triunfo de ser el cuarto deportista con el mayor número de medallas de la selección de  Jamaica 
en los juegos de Mayagüez 2010.

#### Juegos Centroamericanos y del Caribe de Mayagüez 2010
Su desempeño en la vigésima primera edición de los juegos, se identificó por ser el ducentésimo nonagésimo octavo deportista con el mayor número de medallas entre todos los participantes del evento, con un total de 2 medallas:

- , Medalla de plata: 200 m
- , Medalla de plata: 4 × 100 m

### Juegos de la Mancomunidad
Fue reconocido el triunfo Jamaiquino en la decimonovena edición de los Juegos de la Mancomunidad de 2010, en la carrera de relevos 4 × 100 m masculino al obtener el segundo puesto después de Inglaterra. El triunfo se logró junto con sus compañeros de equipo Lansford Winston Spence, Lerone Clarke y Remaldo Rose.
- , Medalla de plata: 4 × 100 m